# Trichomyia triangularis
Trichomyia triangularis är en tvåvingeart som beskrevs av Quate 1996. Trichomyia triangularis ingår i släktet Trichomyia och familjen fjärilsmyggor.
Artens utbredningsområde är Costa Rica. Inga underarter finns listade i Catalogue of Life.